# 秋明區

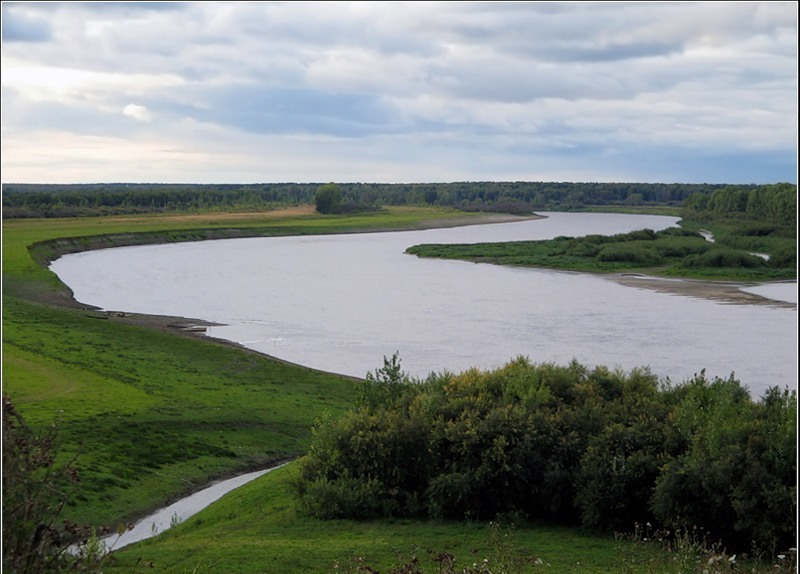

57°10′N 65°30′E / 57.167°N 65.500°E
秋明區（俄语：Тюменский район），是俄羅斯的一個區，位於該國南部，由秋明州負責管轄，面積約3,700平方公里，2010年該區人口107,175，人口密度為每平方公里28.97人。